# Danske runeindskrifter
Danske runeindskrifter är en forskningsbaserad databas över samtliga i dag kända runinskrifter i Danmark, men också i tidigare danska landskap som Skåne, Blekinge och Halland. Databasen är skapad i samarbete mellan Nationalmuseet i Köpenhamn och Nordisk Forskningsinstitut vid Köpenhamns universitet. Databasen uppdateras löpande med nyfunna runinskrifter.